# XZ Возничего
XZ Возничего (лат. XZ Aurigae) — одиночная переменная звезда в созвездии Возничего на расстоянии (вычисленном из значения параллакса) приблизительно 8063 световых лет (около 2472 парсеков) от Солнца. Видимая звёздная величина звезды — от +12,5m до +11,3m.

## Характеристики
XZ Возничего — красный гигант, углеродная пульсирующая полуправильная переменная звезда (SR) спектрального класса C4-5,4-5(N). Радиус — около 143,33 солнечных, светимость — около 2205,683 солнечных. Эффективная температура — около 3304 К.